# 韓談
韓 談（かん だん、生没年不詳）は、秦末の宦者。『史記』の「李斯列伝」に記述がある。

## 生涯
二世3年（紀元前207年）8月、秦の二世皇帝（胡亥）が趙高により自害に追い込まれる。趙高は胡亥の死体から玉璽を奪って身に帯びて、秦の帝位（もしくは王位）につこうとしたが、側近や百官は趙高に従わなかった。趙高は殿上に登ろうとしたが、宮殿は三度も崩壊しようとした。趙高は天が自分に味方せず、自分が支配者になることを秦の群臣が許さないことを理解した。
同年9月、そこで趙高は子嬰を召して、玉璽を授けて秦王として即位させた。子嬰は趙高の存在を憂い、病気と称して政務に預からずに、趙高の誅殺を計画したが、その際に韓談も子嬰の子供らとともに計画に参画した。趙高が子嬰の病気見舞いとしてやって来ると、子嬰は趙高を召し入れた。韓談は子嬰の命令で趙高を刺殺し、さらに趙高の三族を皆殺しにした。ただし、『史記』始皇本紀では韓談の記述はなく、趙高を殺害したのも子嬰とされている。
高祖元年（紀元前206年）10月、劉邦の軍は武関を攻め破った後、咸陽にまで攻め寄せてきた。秦の百官は全て子嬰に叛き、劉邦の軍に抵抗しようとしなかった。子嬰は、妻子とともに首に組み紐をかけて、軹道という土地において、劉邦に降伏した。劉邦は子嬰を役人に預けた。
同年12月、項羽が咸陽に攻め寄せてきて、子嬰を殺害した。秦はこの時、滅びてしまった。
趙高を殺害した以降の韓談の事績は不明である。